# RV Rijnmond
Roeivereniging Rijnmond is een van de vier roeiverenigingen in Rotterdam. De vereniging roeit op de Rotte. Zij is in 1983 opgericht en is daarmee de jongste roeivereniging van Rotterdam. De vereniging is ontstaan uit de voormalige gemeentedienst roeien.

## Ontstaan
De vereniging is in 1983 ontstaan toen de gemeente Rotterdam stopte met het geven van roeilessen. In het kader van het gemeenteroeien had de gemeente een loods en waterbak gebouwd. Dit laatste is een trainingsmiddel, waarbij de roeier op een vastliggend vlot zit, en een haal kan maken terwijl de coaches van dichtbij instructie kunnen geven en kunnen corrigeren. Toen de loods en waterbak, en daarmee de roeilessen, vanwege bezuinigingen dreigden te verdwijnen, kwamen er een aantal roeiers samen om het roeien aan de Crooswijksebocht te redden. In 1983 werden daarom Roeivereniging Rijnmond - en haar zustervereniging Stichting Roeivalidatie - opgericht. De loods werd tot 1 januari 1990 gratis beschikbaar gesteld door de gemeente Rotterdam.

## Marathonroeien
Roeivereniging Rijnmond staat bekend als kampioen marathonroeien. De vereniging heeft in het jaar 2019 de meeste kilometers op roeimarathons afgelegd, dit waren 11.776 kilometers.

## Materiaalvernieuwing
- Rijnmond heeft vanaf 2000 veel van haar houten riemen vervangen voor moderne, kunststoffen riemen.
- Er worden zo veel mogelijk kunststof boten aangeschaft, zowel nieuwe als weinig gebruikte tweedehandse

## Gebouw
Aan de Crooswijksebocht 100 stond ooit een loods met een waterbak onder exploitatie van de Gemeente Rotterdam. In 1980 wilde de gemeente van de loods af, wat leidde tot de oprichting van Roeivereniging Rijnmond en Stichting Roeivalidatie in 1983. Al gauw werd er nieuwbouw geaspireerd. De Rotterdamse architect Eric Geill, tevens erelid van de vereniging, maakte het ontwerp en in 1995 werd de nieuwe loods geopend op dezelfde locatie met de waterbak als kern van het gebouw. Deze staat ook open voor de andere Rotterdamse verenigingen om te gebruiken.
Bij verbouwingswerkzaamheden zijn er een nieuwe keuken, een werkplaats en een moderne trainingsruimte aan het gebouw toegevoegd. Op 3 november 2018 werd een verbouwde roeiaccommodatie geopend door viervoudig wereldkampioen pararoeien Corné de Koning.
ARZV (Alkmaar)
· Aeneas (Roermond)
· Aengwirden (Heerenveen)
· Alphen (Alphen aan den Rijn)
· Amenophis (Zeewolde)
· Amycus (Almelo)
· De Amstel (Amsterdam)
· Aquarius (Bergen op zoom)
· AROSS (Oss)
· ARC (Assen)
· De Ank (Doetinchem)
· Barendrecht
· Beatrix (Eindhoven)
· Binnenmaas (Mijnsheerenland)
· Breda
· De Compagnie (Hogeveen)
· Cornelis Tromp (Hilversum)
· Daventria (Deventer)
· De Delftsche Sport (Delft)
· De DoorSlag (Nieuwegein)
· De Drie Provinciën (Cuijk)
· 't Diep (Steenwijk)
· Koninklijke Dordrechtsche Roei- en Zeilvereeniging (Dordrecht)
· De Dragt (Drachten)
· De Drietand (Amsterdam)
· De Eem (Baarn)
· Epsilon (Oenkerk)
· Het Galjoen (Breukelen)
· De Geeuw (Sneek)
· Gorcumse Roei- en Zeilvereniging (Gorinchem)
· Gouda
· De Grift (Apeldoorn)
· De Helling (Culemborg)
· Hemus (Amersfoort)
· De Hertog ('s-Hertogenbosch)
· Honte (Middelburg)
· De Hoop (Amsterdam)
· De Hunze (Groningen)
· De IJssel (IJsselmuiden)
· Isala (Zutphen)
· Iris (Lisse)
· De Kop (Anna Paulowna)
· Jason (Arnhem)
· KNZRV (Muiden)
· De Krom (Woerden)
· De Kogge (Medemblik)
· De Laak (Den Haag)
· Leerdam
· Die Leythe (Leiden)
- KWV Loosdrecht (Loosdrecht)
· De Maas (Rotterdam)
· De Meije (Nieuwkoop)
· Michiel de Ruyter (Uithoorn)
· MWC (Maastricht)
· Naarden
· Nautilus (Rotterdam)
· Neptunus (Delfzijl)
· Ondine (Amsterdam)
· Ossa (Heerhugowaard)
· Pampus (Almere)
· Pontos (Lelystad)
· Poseidon (Amsterdam)
· RIC (Amsterdam)
· Rijnland (Leidschendam)
· Rijnmond (Rotterdam)
· Roosendaalse Roeivereniging (Roosendaal)
· RowDow (Terneuzen)
· Salland (Hardenberg)
· Scaldis (Goes)
· Het Spaarne (Heemstede) 
· De Stern (IJmuiden)
· Thyro (Enschede)
· Tilburgse Open Roeivereniging (Hilvarenbeek)
· Tubantia (Hengelo)
· Viking (Utrecht)
· Voorne-Putten (Brielle)
· Weesp
· Vada (Wageningen)
· Wetterwille (Leeuwarden)
· De Where (Purmerend)
· Willem III (Amsterdam)
· De Zaan (Zaandijk)
· Zaanlandsche Zeilvereniging (Zaandam)
· Zwolsche Roei- en Zeilvereeniging (Zwolle)